# Edward Augustus Freeman
Edward Augustus Freeman (Harborne, 1823. augusztus 2. – Alicante, 1892. március 16.) angol történetíró.

## Munkássága
Az oxfordi egyetem 1870-ben tiszteletbeli jogtudorrá nevezte ki. Az újabbkori angol történetírásnak egyik legkiválóbb, tipikus képviselője, aki dacára annak, hogy büszke önérzettel vallotta magát angolnak, egyetlen egy versenytársa által sem felülmúlt mértékben ismerte az egyetemes történelmet és az ókori históriában épp oly jártassággal dicsekedett, mint az újabb korszakokban. Művei rendszerint nagyszabású, mély felfogásról tanúskodnak, a döntő mozzanatokat biztos kézzel tudja kiemelni. Sokat foglalkozott a politikával és a 19. századi történészek között neki volt legtöbb érzéke a külföldi politika problémái iránt. Az angol politika terén a whig párthoz csatlakozott.
Munkái: A history of architecture (London, 1849); An essay on window tracery (1850); The architecture of Landaff cathedral (1850); The history and conquestes of the Saracens (1856, ezen művét a krími háború alkalmával írta); A history of the federal government (1863, eme befejezetlen munkát az észak-amerikai polgárháború hatása alatt írta); History of the Norman conquest of England, its causes and its results (Freeman főmunkája, 6 kötet, 1867— 79); Old English history (1869); History of the cathedral church of Wells (1870); Growth of the English constitution (1872); General sketch of European history (1872); Comparative politics (1873); Historical and architectural sketches chiefly italian (1876). Apróbb cikkeit Historical essays cím alatt, négy szakaszban gyűjtötte össze (1872—92). A keleti kérdésre vonatkozólag török-barát irányban írt és ezen iratait The Ottoman power in Europe, its nature, its growth and its decline c. könyvben állította össze (1877).
1880-ban az Adriai-tenger keleti partjait utazta be és megírta Sketches from the subject and neighbour lands of Venice (1881) c. munkáját. úgy politikai, mint történelmi-földrajzi szempontból igen becses munkája: The historical geography of Europe (1881; 1882), valamint The reign of William Rufus and the accession of Henry I. (Oxford, 1882). 1882-ben Észak-Amerikában történelmi felolvasásokat tartott, melyek Lectures to American audience (London, 1882) cím alatt jelentek meg. 1884-ben Oxfordban a történelem tanára lett. Ezután írta meg a következő munkákat: Methods of historical study (Oxford, 1886); Chief periods of European history (London, 1887); Greater Greece and Greater Britain (1886); George Washington (1888) és The history of Sicily from the earliest times (Oxford, 1891—1892, 2 kötet). Kéziratban hátrahagyott művét: Studies on travels: Greece and Italy (2 kötet, 1893) leánya adta ki. Magyarul megjelent: Világtörténelem. Angolból, átdolgozta Marczali Henrik (Budapest, 1875) és Az angol alkotmány fejlődése a legrégibb időktől fogva. Magyarra fordította Kónyi Manó (1893, Olcsó Könyvtár).
Meghalt utazás közben, himlőbetegségben a spanyolországi Alicanteban 1892-ben.